# Nikola IV Frankopan
Nikola IV Frankopan (in ungherese Frangepán Miklós; 1360 circa – 26 giugno 1432) è stato un nobile croato, bano di Croazia e Dalmazia dal 1426 al 1432.
Iniziò come signore della maggior parte della Croazia settentrionale come conte di Segna e Modrussa, e in seguito acquisì gran parte del paese attraverso prestiti al re Sigismondo per un totale di circa 46.000 ducati. Così, Nikola Frankopan entrò in possesso della maggior parte della Croazia, compresi Bihać e Tenin, mentre il resto era nelle mani delle nobili famiglie Nelipić e Kurjaković.
Durante la sua visita nello Stato della Chiesa, ricevette il riconoscimento pontificio di essere discendente dell'antica famiglia patrizia romana dei Frangipani, da cui prese il nome e il simbolo.
Nikola Frankopan è anche considerato il fondatore della città di Cirquenizza nel 1412.

## Biografia
Nacque intorno al 1360 come unico figlio di Ivan V Frankopan e di sua moglie Anna, figlia del conte Mainardo VI di Gorizia. Dopo la morte del padre nel 1393, ereditò tutte le sue proprietà e le amministrò insieme alla madre. Durante questo periodo è menzionato come duca di Veglia e Modrusa, e successivamente è stato anche confermato come duca di Arbe. Il suo dominio fu ulteriormente esteso con l'acquisto di Ribnik, vicino alla città di Ozalj, per 9000 ducati, dal nobile Mikac Prodavić.
Durante la lotta dinastica per la coronA ungherese-croata, inizialmente sostenne Ladislao di Napoli, ma dal 1403 si schierò con Sigismondo. Due anni dopo, sposò la sua prima moglie Dorotea di Gara (Dorotea Goranski), che era la figlia del Palatino d'Ungheria Nicola Garai. Nel 1411 fece un patto con il nobile Ivaniš Nelipić contro Ladislao di Napoli. In questo patto, promise il suo figlio maggiore Ivan Frankopan alla figlia di Ivaniš Caterina.
L'anno successivo iniziò la ricostruzione della chiesa di Santa Maria nell'odierna Cirquenizza e costruì il monastero adiacente. Là portò i membri dell'Ordine Paolino e concesse loro il monastero in uno statuto del 14 agosto 1412 che è la più antica testimonianza del nome della città. Il monastero era il centro che collegava i villaggi circostanti e da cui si sviluppò l'odierna città.
Le sue terre e le sue proprietà furono devastate durante la seconda guerra tra il re e la Repubblica di Venezia che ebbe luogo tra il 1418 e il 1420. Ben presto entrò anche in conflitto con i conti di Celje, che presero parti delle terre di Nikola rivendicando la dote. Alla fine questo fu risolto alla corte del re Sigismondo a Buda.
I suoi domini includevano l'isola di Veglia, i distretti di Valdivino, Modrussa, Segna, Gacka e Lika in Croazia. Le sue proprietà si estesero anche alle città di Cetin, Slunj e Ozalj in Slavonia, acquistate dal re Sigismondo per 17.000 ducati nel 1397. Dopo la sua nomina a Bano di Croazia e Dalmazia nel 1426, il re Sigismondo gli diede in impegno per un prestito di 28.000 ducati, la città di Bihać sul fiume Una, Tenin, Lapacgrad, Verlicca, Ostrovica (vicino a Bribir), Scardona, la contea di Luk tra i fiumi Zermagna e Cherca e il distretto di Poljice. Successivamente lo confermò nel 1431, per un altro prestito di 14.000 ducati. Questi atti portarono la maggior parte dei territori del Regno di Croazia e Dalmazia nella proprietà di Nikola Frankopan, mentre il resto era il possesso delle famiglie nobili Nelipić e Kurjaković.
Nel 1428 prese il cognome Frangipani (Frankopan), che è quello che tutti i suoi successori d'ora in poi useranno. Due anni dopo si recò a Roma per farsi confermare da papa Martino V come discendente legale dell'antica famiglia patrizia romana Frangipani, che a sua volta sosteneva di discendere dall'antica gens Anicia. A questo punto, Nikola modificò il suo stemma di famiglia per questo scopo.
In Slavonia l'autorità di Bano era detenuta dal conte Ermanno di Celje (Cilli) (1423–1435), suocero del re Sigismondo. Ermanno era il signore di gran parte della Slavonia. I due potenti clan si scontrarono a causa di litigi familiari. Ognuno di loro aveva partigiani tra i potenti baroni. Si formarono così due fazioni pronte a dare inizio ad una sanguinosa faida. Coloro che si schierarono con i Conti di Celje (Cilli) si sforzarono di estendere il loro dominio anche sulla Croazia e di annientare i membri della famiglia Frangipani come un modo per impossessarsi delle loro terre, dei loro titoli e per spostare gli equilibri di potere a loro favore.
Lo scoppio della guerra civile fu impedito dal ritorno di Sigismondo dall'estero. La pace fu ulteriormente consolidata quando Nikola morì il 26 giugno 1432. Alcune voci dicevano che fosse stato ucciso dai baroni oppositori fedeli a Ermanno II di Celje.
Gli sopravvivero nove tra figli e figlie. Il fondatore di questo ramo della famiglia Frangipani ha fornito grandi leader e generali della storia croata. Nikola Frangipani era politicamente molto abile. Organizzò matrimoni speciali per i suoi figli permettendo di inserire i suoi familiari in maniera permanente in posizioni che gli permettessero di prendersi cura del vasto numero di proprietà acquisite. I loro oppositori politici hanno usato la propaganda per creare conflitti contro la famiglia. Alcune delle accuse includevano che alcuni membri della famiglia si fossero convertiti all'Islam.